# Vigna schlechteri
Vigna schlechteri är en ärtväxtart som beskrevs av Hermann August Theodor Harms. Vigna schlechteri ingår i släktet vignabönor, och familjen ärtväxter. Inga underarter finns listade i Catalogue of Life.